# Wiciokrzew

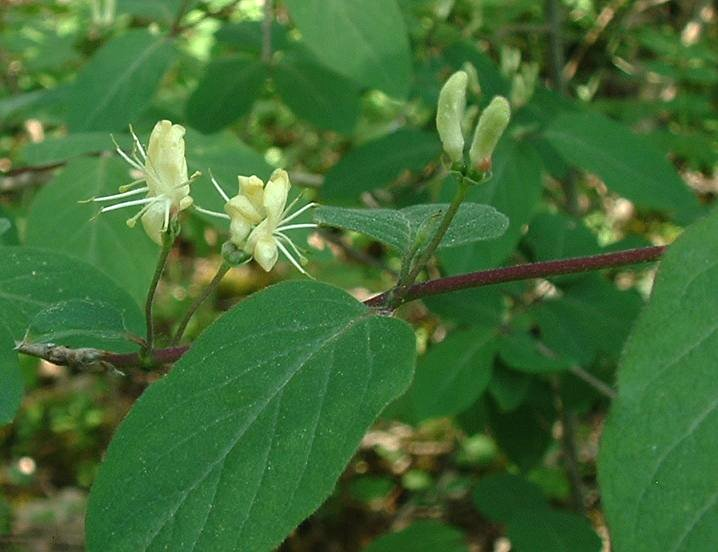
Kwiaty suchodrzewu pospolitego

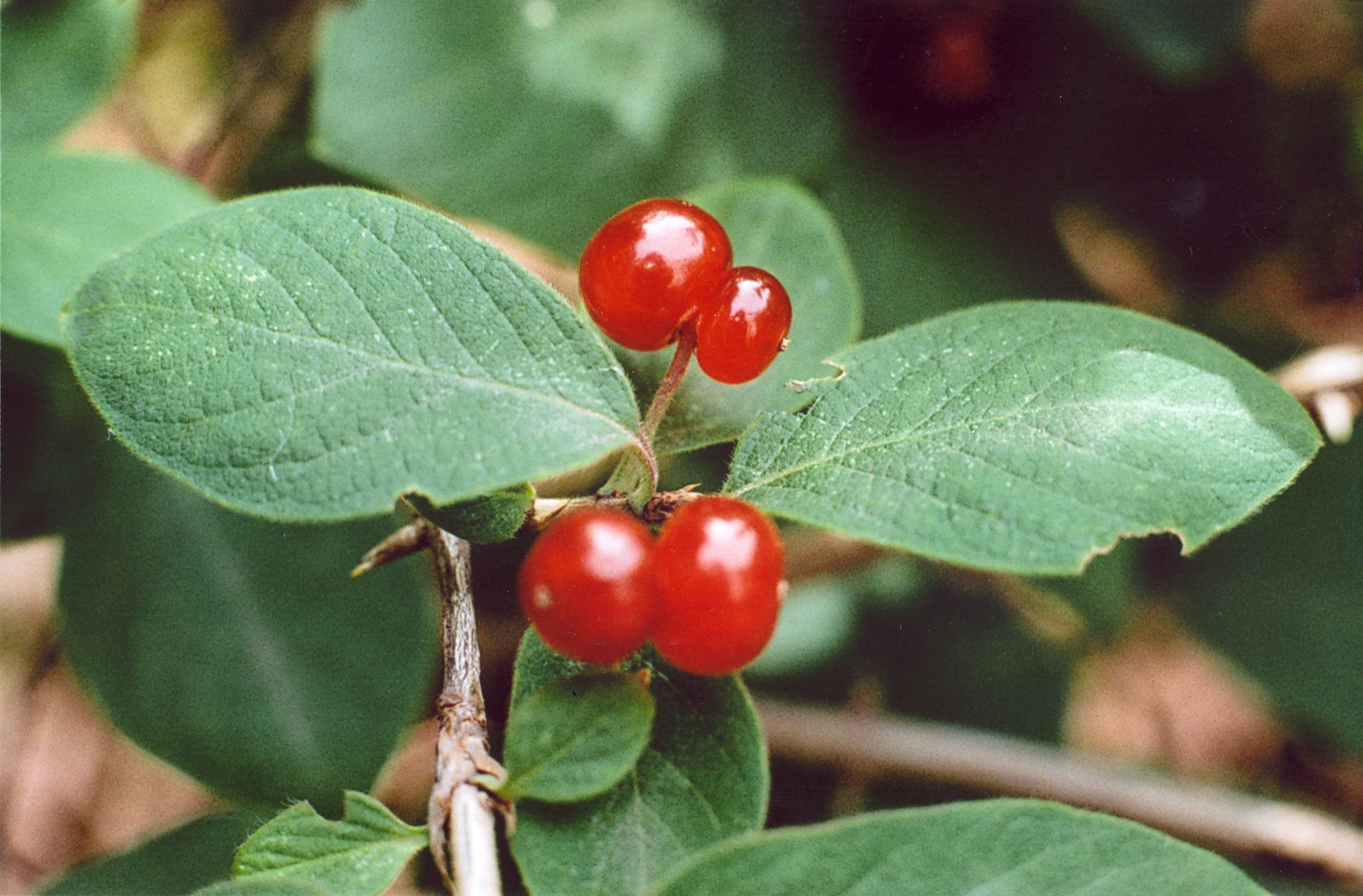
Owoce suchodrzewu pospolitego

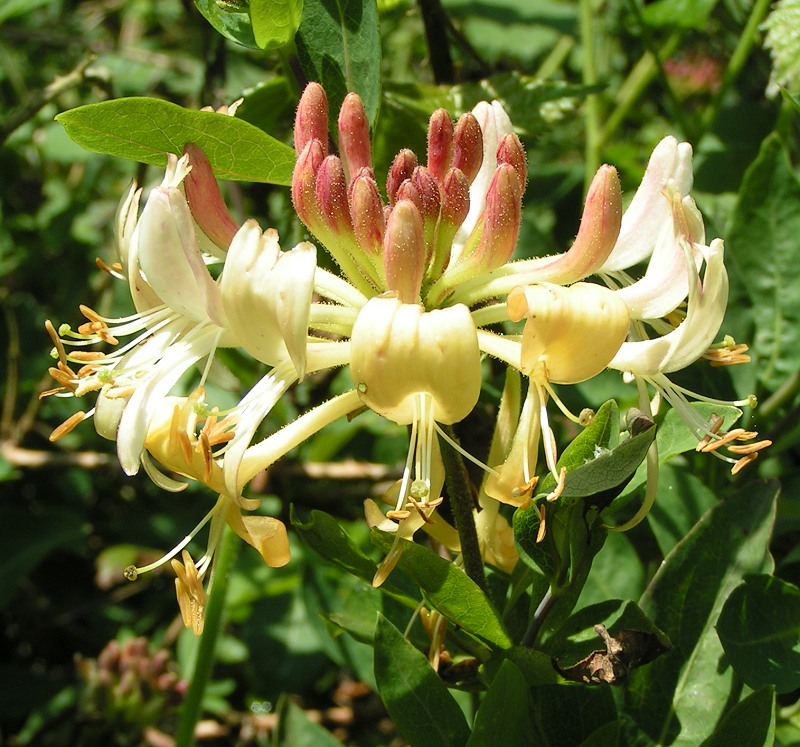
Kwiaty wiciokrzewu pomorskiego

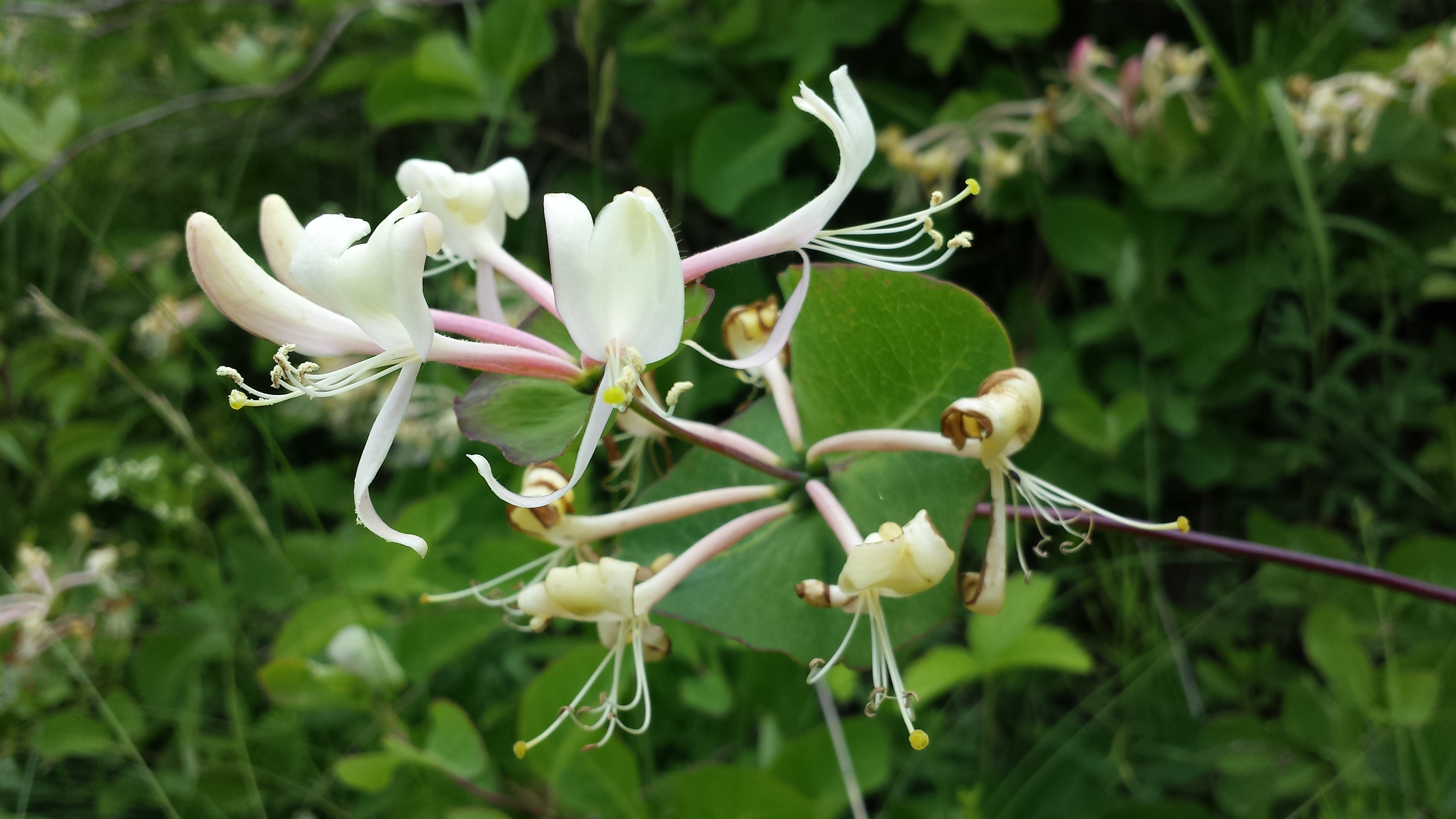
Kwiaty wiciokrzewu przewiertnia

Wiciokrzew, suchodrzew (Lonicera L.) – rodzaj roślin wieloletnich należący do rodziny przewiertniowatych (Caprifoliaceae). Rośliny zielne i pnące nazywane są wiciokrzewami, natomiast krzewy i niewielkie drzewa – suchodrzewami. Rodzaj liczy około 180 gatunków szeroko rozprzestrzenionych na całej półkuli północnej, na południe sięgając do Meksyku, północnej Afryki, Jawy i Filipin. W Polsce występują trzy gatunki rodzime: wiciokrzew pomorski (L. periclymenum), czarny (L. nigra) i pospolity (L. xylosteum). Zadomowionymi antropofitami są wiciokrzew przewiercień (L. caprifolium), wiciokrzew tatarski (L. tatarica), wiciokrzew Maacka (L. maackii) i wiciokrzew Bella (L. × bella). Rośliny z tego rodzaju rosną zwykle w lasach i zaroślach. 
Około stu gatunków uprawianych jest jako rośliny ozdobne, ze względu najczęściej na silnie pachnące, efektowne kwiaty i pnący pokrój, ewentualnie przydatność krzewów do nasadzeń w formie żywopłotów. Jako roślina owocowa uprawiana jest odmiana wiciokrzewu sinego L. caerulea var. kamtschatica znana pod nazwą jagody kamczackiej. Kwiaty u tych roślin przeważnie są wonne, silnie zwłaszcza wieczorami i nocą, wytwarzają nektar i zapylane są przez owady i kolibry.

## Morfologia
PokrójPnącza osiągające ponad 10 m wysokości, krzewy o pędach łukowatych lub prosto wzniesionych, rzadko niewielkie drzewa do 5 m wysokości. Pędy puste wewnątrz lub pełne, z białawym lub brązowym rdzeniem.
LiścieRodzaj obejmuje zarówno rośliny wieczniezielone, jak i o ulistnieniu sezonowym. Ulistnienie nakrzyżległe, rzadko okółkowe. Blaszki liściowe zwykle osadzone na krótkich ogonkach, bez przylistków, czasem z przylistkami znajdującymi się między parą liści lub z linią łączącą nasady ogonków. U niektórych gatunków górne liście  podkwiatostanowe siedzące lub połączone nasadami. Blaszka zwykle całobrzega, długo zaostrzona na szczycie.
KwiatyZebrane w naprzeciwległe kwiatostany wierzchotkowe w kątach liści lub na szczytach pędów, często zredukowane do pary kwiatów, czasem pojedynczych lub trzech kwiatów. Czasem oś kwiatostanów silnie skrócona, tak że kwiaty są główkowato skupione. Działki kielicha w liczbie 5, czasem 4, zwykle drobne. Płatków korony jest 5 i są one zrośnięte w krótszą lub dłuższą rurkę, zakończoną dwiema wargami lub promieniście rozpostartymi łatkami. U L. hildebrandiana korona osiąga do 15 cm długości. Płatki mają barwę białą, purpurową, czerwoną lub żółtą. Pręcików jest 5. Zalążnia jest dolna, z 2, 3 lub 5 komorami zawierającymi liczne zalążki. Szyjka słupka pojedyncza, zakończona główkowatym znamieniem.
OwoceJagody, czasem zrośnięte parami, barwy czerwonej, zielonej, niebieskoczarnej lub czarnej, zawierające pojedyncze lub liczne nasiona.

## Nazewnictwo
W odniesieniu do rodzaju stosowane są dwie nazwy zwyczajowe w języku polskim – „wiciokrzew” i „suchodrzew”. Według adnotowanego wykazu gatunków flory polskiej pierwsza nazwa jest preferowana, a druga poboczna. Autorzy podręcznika „Dendrologii” rozdzielają użycie tych nazw do poszczególnych podrodzajów i stosują nazwę rodzajową „wiciokrzew” w odniesieniu do gatunków z podrodzaju Caprifolium, obejmującego pnącza, i nazwę „suchodrzew” w odniesieniu do przedstawicieli podrodzaju Lonicera będących krzewami o prostych pędach. Za autora określenia „suchodrzewka”, później „suchodrzew”, uważany jest Józef Jundziłł. Zwyczajowo krzewy z tego rodzaju zwane były „kolcowojem” i „smrodziną”, a pnącza „kozim powojem”, „retnią” i „wiertnikiem”, później też „kapryfolium”, „kozilistek”, „powój wonny” i „przewiercień”.
Rodzajową nazwę naukową nadał Linneusz na cześć Adama Lonitzera – niemieckiego lekarza i botanika z XVI wieku.

## Systematyka
Synonimy taksonomiczne
Caprifolium Mill., Euchylia Dulac
Homonimy taksonomiczne
Lonicera J. Gaertner = Loranthus L., Lonicera Boehmer in C. G. Ludwig = Psittacanthus C. F. P. Martius
Pozycja systematyczna według APweb (aktualizowany system APG IV z 2016)
Rodzaj z podrodziny Caprifolioideae Eaton z rodziny przewiertniowatych Caprifoliaceae.
Wykaz gatunków (taksony o nazwach zaakceptowanych według The Plant List)
- Lonicera acuminata Wall. – wiciokrzew Henry'ego, suchodrzew Henry'ego
- Lonicera albiflora Torr. & A. Gray
- Lonicera alpigena L. – wiciokrzew alpejski, suchodrzew alpejski
- Lonicera angustifolia Wall. ex DC.
- Lonicera arborea Boiss.
- Lonicera arizonica Rehder
- Lonicera asperifolia Hook. f. & Thomson
- Lonicera bella Zabel
- Lonicera biflora Desf.
- Lonicera bournei Hemsl.
- Lonicera caerulea L. – wiciokrzew siny
- Lonicera calcarata Hemsl.
- Lonicera canadensis Bartram ex Marshall
- Lonicera caprifolium L. – wiciokrzew przewiercień
- Lonicera caucasica Pall.
- Lonicera cauriana Fernald
- Lonicera chrysantha Turcz. ex Ledeb.
- Lonicera ciliosa DC.
- Lonicera confusa DC.
- Lonicera conjugialis Kellogg
- Lonicera crassifolia Batalin
- Lonicera cyanocarpa Franch.
- Lonicera dioica L.
- Lonicera etrusca Santi
- Lonicera fargesii Franch.
- Lonicera ferdinandii Franch. – wiciokrzew Ferdynanda, suchodrzew Ferdynanda
- Lonicera ferruginea Rehder
- Lonicera flava Sims
- Lonicera flavida Cockerell ex Rehder
- Lonicera fragrantissima Lindl. & J. Paxton – wiciokrzew pachnący
- Lonicera glutinosa Vis.
- Lonicera graebneri Rehder
- Lonicera guatemalensis Véliz & E. Carrillo
- Lonicera gynochlamydea Hemsl.
- Lonicera hellenica Orph.
- Lonicera hildebrandiana Collett & Hemsl.
- Lonicera hirsuta Eaton
- Lonicera hispida Pall. ex Schult.
- Lonicera hispidula Douglas ex Torr. & A. Gray
- Lonicera humilis Kar. & Kir.
- Lonicera hypoglauca Miq.
- Lonicera hypoleuca Decne.
- Lonicera implexa Aiton
- Lonicera interrupta Benth.
- Lonicera involucrata (Richardson) Banks ex Spreng. – wiciokrzew skrytoowocowy, suchodrzew skrytoowocowy
- Lonicera japonica Thunb. – wiciokrzew japoński
- Lonicera kansuensis (Batalin ex Rehder) Pojark.
- Lonicera kawakamii (Hayata) Masam.
- Lonicera lanceolata Wall.
- Lonicera ligustrina Wall. – wiciokrzew chiński, suchodrzew chiński
- Lonicera litangensis Batalin
- Lonicera longiflora (Lindl.) DC.
- Lonicera maackii (Rupr.) Maxim. – wiciokrzew Maacka, suchodrzew Maacka
- Lonicera macrantha (D.Don) Spreng.
- Lonicera maximowiczii (Rupr.) Regel
- Lonicera mexicana (Kunth) Rehder
- Lonicera microphylla Willd. ex Schult.
- Lonicera modesta Rehder
- Lonicera mucronata Rehder
- Lonicera nervosa Maxim.
- Lonicera nigra L. – wiciokrzew czarny, suchodrzew czarny
- Lonicera nummulariifolia Jaub. & Spach
- Lonicera oblata K.S. Hao ex P.S. Hsu & H.J. Wang
- Lonicera oblongifolia Hook.
- Lonicera oreodoxa Harry Sm. ex Rehder
- Lonicera periclymenum L. – wiciokrzew pomorski
- Lonicera pilosa (Kunth) Spreng.
- Lonicera praeflorens Batalin
- Lonicera prolifera (Kirchner) Booth ex Rehder
- Lonicera pyrenaica L.
- Lonicera quinquelocularis Hard.
- Lonicera reticulata Champ.
- Lonicera retusa Franch.
- Lonicera rupicola Hook. f. & Thomson
- Lonicera ruprechtiana Regel – wiciokrzew Ruprechta, suchodrzew Ruprechta
- Lonicera semenovii Regel
- Lonicera sempervirens L. – wiciokrzew wieczniezielony
- Lonicera setifera Franch.
- Lonicera similis Hemsl.
- Lonicera spinosa (Decne.) Jacq. ex Walp. – wiciokrzew ciernisty, suchodrzew cienisty
- Lonicera splendida Boiss.
- Lonicera stabiana Guss. ex Pasq.
- Lonicera standishii Jacques
- Lonicera stenantha Pojark.
- Lonicera stephanocarpa Franch.
- Lonicera subaequalis Rehder
- Lonicera subhispida Nakai
- Lonicera sublabiata P.S. Hsu & H.J. Wang
- Lonicera subspicata Hook. & Arn.
- Lonicera sullivantii A. Gray
- Lonicera tangutica Maxim.
- Lonicera tatarica L. – wiciokrzew tatarski, suchodrzew tatarski
- Lonicera tatarinowii Maxim.
- Lonicera tomentella Hook. f. & Thomson
- Lonicera tragophylla Hemsl.
- Lonicera trichosantha Bureau & Franch.
- Lonicera tubuliflora Rehder
- Lonicera utahensis S. Watson
- Lonicera villosa (Michx.) Roem. & Schult.
- Lonicera webbiana Wall. ex DC.
- Lonicera xylosteum L. – wiciokrzew pospolity, suchodrzew pospolity
- Lonicera yunnanensis Franch.